# Тип 38 Арисака
Арисака Тип 38 (јап. 三八式歩兵銃 san-hachi-shiki hoheijū) је јапанска пушка репетирка калибра 6.5x50mm, уведена у наоружање Јапанске царске војске 1906. године, уведена је у службу у 38ој годишњици Меиџи периода па је стога добила службену ознаку Тип 38. Настала је на основи пушке генерала Арисаке, коју је Киџиро Намбу поједноставио ради лакше производње и прилагодио захтевима царске војске.
Пушку Тип 38 Арисака је наредних 40 година била у наоружању Јапана, све до краја Другог светског рата, а у наоружању појединих страних формација је остала и након рата. Јапанци су ову пушку на почетку рата покушали заменити новијом Тип 99 Арисака.

## Развој
Јапанска царевина је током Меиџи периода извршила снажну реформацију и модернизацију свога друштва и државе. Јапан је за неколико деценија од пољопривредне и феудалне прерастао у развијену капиталистичку земљу, а индустријализација је текла пуном паром. Јапанска царска војска је у почетку користила наоружање страног порекла али је убрзо конструкција и производња домаћег оружја постала питање националне части. У том циљу је започета изградња оружарских фабрика, тополивница, бродоградилишта, а отваране су и војно-конструкторске школе, радионице и машински универзитети. Најбољи јапански ученици и официри су о трошку државе слати у иностранство да се упознају са страним иновацијама и трендовима у модерним војскама. Прва домаћа пушка произведена у Јапану је била једнометна репетирка Мурата. Како су модерне европске земље почеле уводити брзометне репетирке већег капацитета, тиме се и у Јапану јавила потреба за модернијом пушком.
Најуспешнији у развоју нове пушке био је генерал-потпуковник Наријакира Арисака који је 1897 конструисао пушку Тип 30. Јапанска војска је ту пушку користила током руско-јапанског рата али упркос победи ипак није била савршена. Затварач те пушке је заглављивао при уласку пешчаних зрна током снажних ветрова на Корејском полуострву, а за уклањање овог проблема је било неопходно чишћење, избацивање испаљене чауре није увек функционисало глатко, излазни гасови су одлазили у лице стрелцу, задњи нишани су били лоше израде па су се деформисали. На уклањању ових проблема се посветио мајор Киџиро Намбу. Његове измене су смањиле број делова затварача са 9 на 6 комада, додао је метални штитник од прашине, песка и блата, а такође је променио и сигурносну кочницу. Овим својим изменама је поједноставио и појефтинио производњу, обука регрута са новом пушком и њена употреба је била знатно лакша. Овако побољшана пушка је уведена у наоружање царске војске 1906. године односно у 38ој годишњици Меиџи периода па је стога добила службену ознаку Тип 38.
Тип 38 Арисака је произвођена у следећим предузећима:
- Токијски арсенал; 2,029.000 комада (од 1906 до 1932)
- Кокура арсенал; 494.700 комада (од 1933 до 1941)
- Нагоја арсенал; 312.500 комада (од 1932 до 1942)
- Џинсенски арсенал (данашњи Инчон у Кореји); 13.400 комада (1942)
- Мукден арсенал (данашњи Шенјанг у Кини); 148.000 комада (од 1937 до 1944)

До 1940 је за потребе Јапанске царске војске и жандармерије произведено више од три милиона пушака Тип 38. Међутим, током Другог кинеско-јапанског рата се јавила идеја да је пушчани метак 6.5x55mm недовољне јачине и да га треба заменити метком 7.7x58mmm какав су користили јапански митраљези. Као резултат тога, јапански конструктори су развили нову пушку Тип 99 Арисака у јачем калибру. Какогод, није цела војска била пренаоружана новом пушком тако да је стара Тип 38 остала у наоружању многих јединица све до краја рата 1945.

## Корисници
- Јапанско царство— основно оружје Јапанске војске од 1906.
- Руска Империја— током Првог светског рата откупила 35.400 Тип 38 у калибру 7x57mm направљене за Мексико, додатних 128.000 Тип 30 и 38 је добијено од Британаца. Руска влада је накнадно од Јапана наручила још 600.000 Тип 38 у калибру 6.5mm али није познато колико их је испоручено пре почетка Октобарске револуције
- Република Кина— Војска Чанг Кај Шека користила заробљене јапанске пушке
- Манџуко— као јапански сателит добила велику количину пушака Тип 38
- Мексико— 75.000 пушака Тип 38 у калибру 7x57mm наручено из Јапана 1913. али испоручено само 10-15.000 комада пре него што је нова влада 1914. отказала поруџбине
- Друга шпанска република— неколико хиљада Арисака Тип 38 добила од Мексика и СССР током Шпанског грађанског рата
- СССР— велика количина наслеђена од Царске Руске
- Естонија— наслеђене од Русије
- Финска— наследила од Русије
- Француска— купљене током Првог светског рата
- Уједињено Краљевство— током Првог светског рата, Британци су према неким наводима набавили и до 500.000 пушака Арисака
- Тајланд— као савезник Јапана добио одређени број пушака Тип 38 у виду војне помоћи
- Северни Вијетнам— Вијетмин и Вијетконг су користили заробљене јапанске пушке из Другог светског рата
- Малезија— заробљено јапанско оружје коришћено од стране побуњеника током Малајског устанка
- Индонезија— заробљене јапанске пушке Тип 38 коришћене током Индонезијског рата за независност
- НР Кина— заробљено јапанско наоружање коришћено од стране комунистичких снага током Кинеског грађанског рата